# Irías

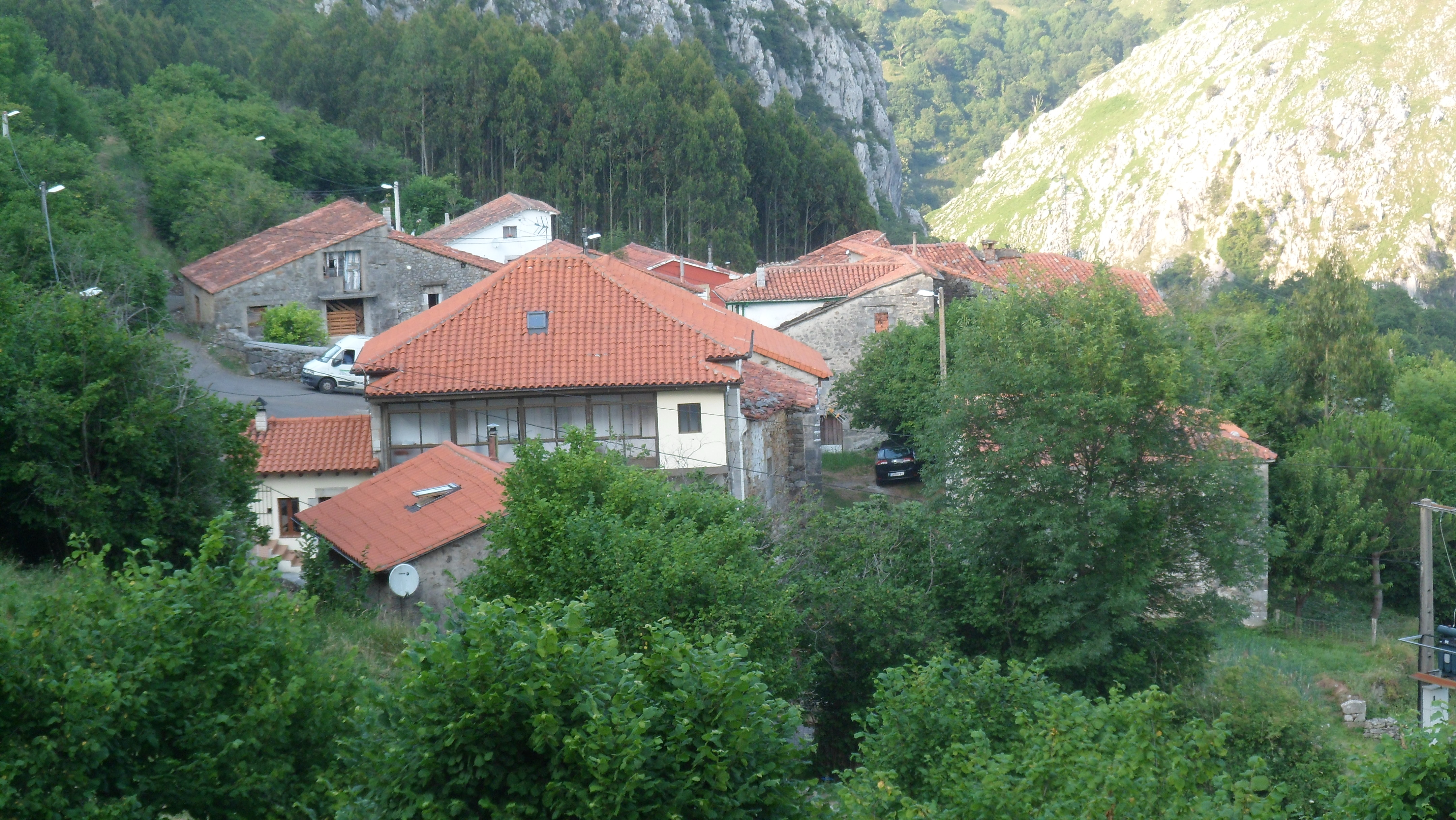
Entrando en el barrio de Irías

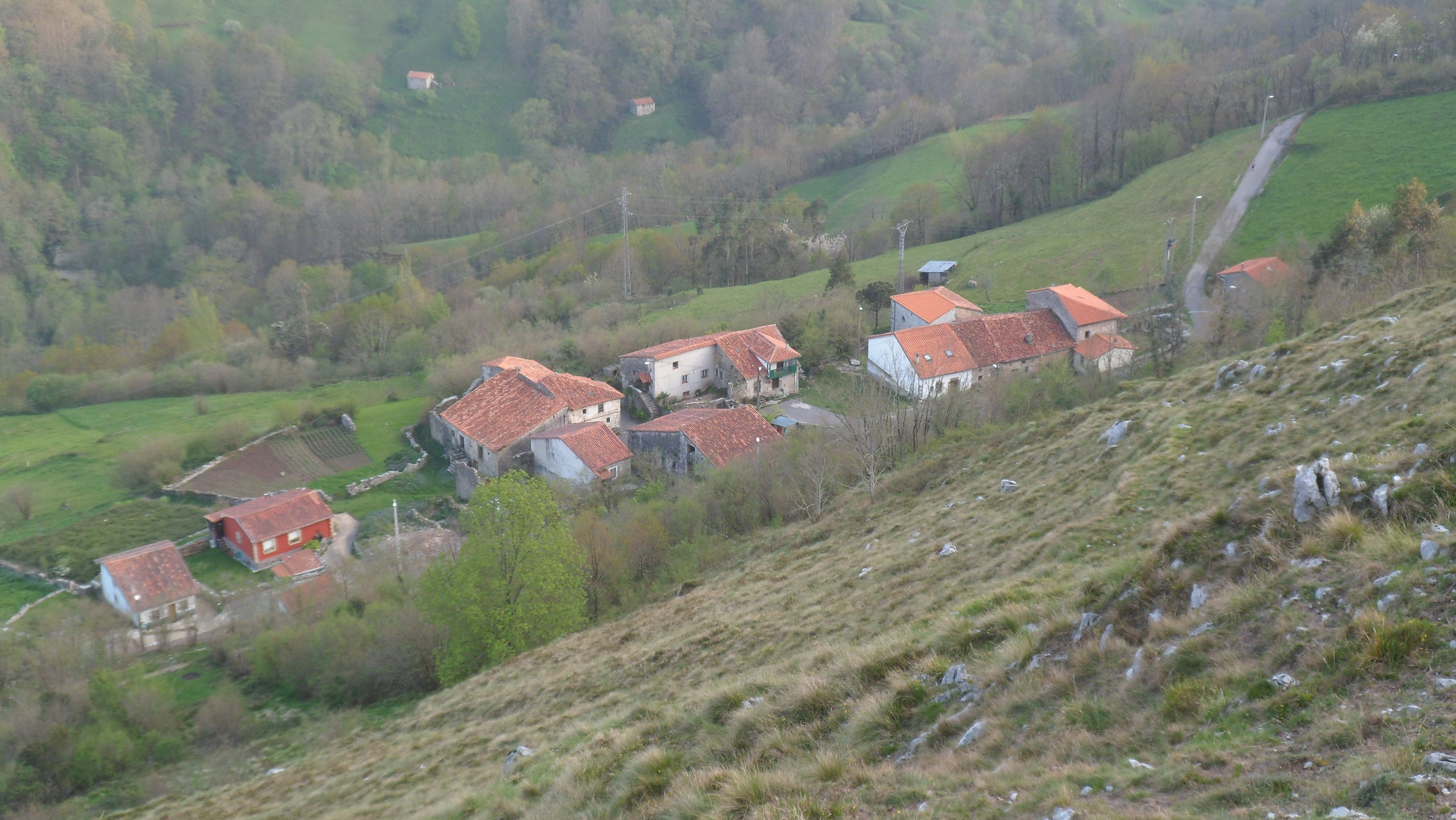
Barrio de Irías desde lo alto

Irías es una localidad del municipio cántabro de Miera, en España. Tenía en 2008 una población de 15 habitantes (INE). Se encuentra a 360 m s. n. m. y dista setecientos metros de La Cárcoba, capital municipal.
- Datos: Q5920241
- Multimedia: Irías / Q5920241